# Чоптанк
Чоптанк (на английски: Choptank) е северноамериканско индианско племе, което през 17 век живее в басейна на река Чоптанк на полуостров Делмарва, в днешните окръзи Талбът, Дорчестър и Карълайн. Чоптанк говорят алгонкински език, идентичен с езика на нантикок. В началото на колониалния период, чоптанк е едно от влиятелните племена по Атлантическия бряг на Мериленд, състоящо се от няколко подразделения – траскуакин, куаукут, такуасонс, хатсауап, амустеаг, макуамтисук, монопонсон, расотеик, секуоктеиг и тетукоуг токуог.
Културата на чоптанк е част от източната култура на алгонкинските народи. Всяко от подразделенията има свой главен вожд. Няма върховен владетел.
За разлика от съседите си, чоптанк живеят в разбирателство с колонистите. Подписват последователно няколко договора с колонията Мериленд – през 1640 г., 1659 г., 1692 г., 1700 г. и през 1705 г., През 1741 г. са преместени в резерват на Сикретари Крийк в окръг Дорчестър, от южната страна на река Чоптанк. През 1822 г. щатът Мериленд продава резервата им и индианците постепенно са абсорбирани от бялото и цветнокожо население на региона.